# Mihajlo I. Cerularije
Mihajlo I. Cerularije (oko 1000. – 1059.), carigradski patrijarh od 1043. U njegovo vrijeme dolazi do crkvenog raskola, kada je kardinal Humbert kao izaslanik pape Leona IX. izopćio Mihajla i Istočnu crkvu bulom od 16. srpnja 1054., na što je Mihajlo izopćio papu. Umro je u progonstvu u koje ga je poslao car Izak Komnen.